# Antonín Stavjaňa
Antonín Stavjaňa (* 10. Februar 1963 in Gottwaldov, Tschechoslowakei) ist ein ehemaliger tschechischer Eishockeyspieler, der über viele Jahre in der 1. Liga der Tschechoslowakei für den HC Dukla Trenčín und den HC Vsetín in der tschechischen Extraliga gespielt hat. Seit seinem Rücktritt als aktiver Spieler arbeitet er als Eishockeytrainer.

## Karriere als Spieler
Antonín Stavjaňa begann seine Laufbahn beim HC Dukla Trenčín, für den er 1981 sein Debüt in der 1. Liga, der höchsten Spielklasse der Tschechoslowakei. 1986 wechselte er zum TJ Gottwaldov und wurde beim NHL Entry Draft von den Calgary Flames in der 12. Runde an 247. Stelle ausgewählt. Gleich in seiner ersten Spielzeit mit Gottwaldov wusste er zu überzeugen und wurde sowohl als bester Verteidiger ausgezeichnet, als auch ins All-Star-Team der Extraliga gewählt. Er kehrte für eine Spielzeit nach Trenčín zurück, bevor er zurück in das inzwischen in Zlín umbenannte Gottwaldov ging.
Nach der Öffnung der Grenzen nach dem Herbst 1989 entschied sich Stavjaňa im Sommer 1990, ins Ausland zu wechseln. Zunächst spielte er zwei Jahre für Jokipojat Joensuu in Finnland, wo ihm mit der Mannschaft der Aufstieg aus der I divisioona in die SM-liiga gelang. 1992 wechselte er nach Schweden und spielte für den HV71 in der Elitserien, bevor er 1994 nach Tschechien zurückkehrte.
Zwischen 1994 und 1998 gewann er mit dem HC Vsetín fünf tschechische Meistertitel und bildete mit Torhüter Roman Čechmánek das defensive Rückgrat des Klubs. Neben dem mehrfachen Gewinn der Meisterschaft wurde Stavjaňa in diesen Jahren zweimal zum besten Verteidiger gewählt und mehrfach ins All-Star-Team der Liga berufen. Nach der Spielzeit 1997/98 trat er vom aktiven Leistungssport zurück.

### International
Sein Debüt für eine Auswahl des tschechoslowakischen Eishockeyverbandes gab Stavjaňa bei der U18-Europameisterschaft 1981, wo er die Silbermedaille gewann. Zwischen 1985 und 1990 spielte er jedes Jahr für die tschechoslowakische Nationalmannschaft bei der Eishockey-Weltmeisterschaft und gewann eine Goldmedaille (1985) und drei Bronzemedaillen. Weitere Karrierehöhepunkte waren die Teilnahme an den Olympischen Winterspielen 1988 sowie am Canada Cup 1987 und 1991.
Aus der Tschechoslowakei entstand 1993 die beiden Staaten Tschechische Republik und die Slowakei, so dass Stavjaňa ab diesem Zeitpunkt international für die tschechische Nationalmannschaft spielberechtigt war. Zwischen 1993 und 1996 nahm er an drei Weltmeisterschaften teil und gewann jeweils eine weitere Gold- und Bronzemedaille. Außerdem wurde er in den Kader für die Olympischen Winterspiele 1994 berufen, wo die Auswahl der tschechischen Republik enttäuschte und nur den fünften Rang belegte.

## Karriere als Trainer
Nach Beendigung seiner Spielerkarriere arbeitete Stavjaňa als Eishockeytrainer, zunächst beim HC Zlín. Gleich in der ersten Saison erreichte er mit Zlín das Playoff-Finale der Extraliga, scheiterte aber an seinem alten Klub, dem HC Vsetín. Später übernahm er den Trainerposten beim HC Oceláři Třinec, bevor er bis Mitte der Saison 2002/03 zum HC Zlín zurückkehrte. Neben seiner Arbeit auf Vereinsebene betreute er als Assistenztrainer die tschechische Nationalmannschaft bei der Eishockey-Weltmeisterschaft der Herren 2003 und 2004.
Bis 2005 stand er dann beim HC Vsetín hinter der Bande, bevor er für die Saison 2005/06 vom slowakischen Erstligisten HK Nitra verpflichtet wurde. Mit Nitra erreichte er den größten Erfolg dessen Vereinsgeschichte, den Gewinn der regulären Saison, wurde aber während der Play-offs entlassen. Anschließend war er von 2006 bis 2008 Cheftrainer beim HK Dukla Trenčín.
In der Saison 2008/09 betreute er erneut den HC Oceláři Třinec, bevor er im Februar 2009 entlassen wurde und Assistenz-Trainer bzw. später Cheftrainer des HC Slovan Bratislava wurde. Zwischen Sommer 2010 und Januar 2011 betreute er den HC Energie Karlovy Vary als Cheftrainer. Ab Sommer 2011 war er Cheftrainer des HC Košice, anschließend in gleicher Position ab der Saison 2012/13 beim HK Nitra. Mit Nitra gewann er 2016 die slowakische Meisterschaft und verließ den Klub anschließend.
Zwischen Sommer 2016 und Oktober 2017 stand Stavjaňa dann als Cheftrainer bei ČEZ Motor České Budějovice unter Vertrag, wurde im Oktober 2017 entlassen und übernahm anschließend den Co-Trainerposten beim HK Nitra. Anschließend war er ab Beginn der Saison 2018/19 wieder Cheftrainer des Clubs. Vor der Saison 2019/20 kehrte er als Cheftrainer zum HC Zlín zurück, wurde aber schon im Oktober 2019 entlassen. Im folgenden Sommer wurde er abermals Cheftrainer beim HK Nitra.

## Erfolge und Auszeichnungen
| - 1981 Bester Verteidiger der U18-Junioren-Europameisterschaft - 1982 Silbermedaille bei der U20-Junioren-Weltmeisterschaft - 1983 Silbermedaille bei der Junioren-Weltmeisterschaft - 1985 Goldmedaille bei der Weltmeisterschaft - 1987 Bronzemedaille bei der Weltmeisterschaft - 1987 Bester Verteidiger und All-Star-Team der Extraliga - 1989 Bronzemedaille bei der Weltmeisterschaft - 1990 Bronzemedaille bei der Weltmeisterschaft | - 1993 Bronzemedaille bei der Weltmeisterschaft - 1995–1998 Tschechischer Serienmeister mit dem HC Vsetín - 1995 Bester Verteidiger der Extraliga - 1996 Goldmedaille bei der Weltmeisterschaft - 1997 Bester Verteidiger der Extraliga - Aufnahme in die Tschechische Eishockey-Ruhmeshalle - 2016 Slowakischer Meister mit dem HK Nitra |